# Instituto de Investigación de Silvicultura de Montaña y Dendrarium de Sochi
El Instituto de Investigación de Silvicultura de Montaña y Dendrarium de Sochi en ruso: Сочинский дендрарий, es un jardín botánico, arboretum y un centro de investigación forestal, de 12.14 hectáreas de extensión, que se encuentra en Sochi, Rusia. 
El código de identificación internacional del Instituto de Investigación de Silvicultura de Montaña y Dendrarium de Sochi como miembro del "Botanic Gardens Conservation Internacional" (BGCI), así como las siglas de su herbario es SOCH.

## Localización
Сочинский дендрарий 74, Kurortny pr., 354002 Сочи-Sochi, Краснодарский край-Krai de Krasnodar, Российская Федерация-Federación Rusa.
Planos y vistas satelitales.43°35′0″N 39°43′0″E / 43.58333, 39.71667
El parque se encuentra abierto todo el año, gracias a su clima suave subtropical junto al Mar Negro. 

## Historia
La historia del Dendrarium comenzó en 1889, año en el que SN khudekov, escritor y periodista conocido en su época, compró un terreno de unos dos kilómetros cuadrados en el centro de Sochi. Inmediatamente comenzó plantaciones de especies exóticas de plantas para crear un parque decorativo de 15 hectáreas, entre las plantas se incluían árboles extranjeros de gran porte y plantas frutales de más de 200 especies diferentes. Las plantaciones iniciales del parque terminaron en 1892, apenas tres años después de que iniciara el proyecto. De este modo 1892 se considera como la fecha de fundación del «Dendrarium Sochi» y originalmente constaba de un parque aterrazado mezcla de estilos Francés e Italiano y un jardín paisajista inglés.
En 1944 el Dendrarium fue utilizado como base para el establecimiento de una estación experimental de investigación científica para la silvicultura subtropical. El tamaño del parque fue aumentado hasta las 50 hectáreas y se añadieron muchas plantas nuevas.
En 1974 el parque fue declarado monumento nacional, título del que goza actualmente el «Dendrarium Sochi» y es polo de atracción de numerosos visitantes. Actualmente es el Instituto de Investigación de Silvicultura de Montaña siendo un centro de investigación de la ecología del bosque que goza de un alto nivel de reconocimiento y afinidad con otros centros similares tanto en Rusia como en el exterior. 

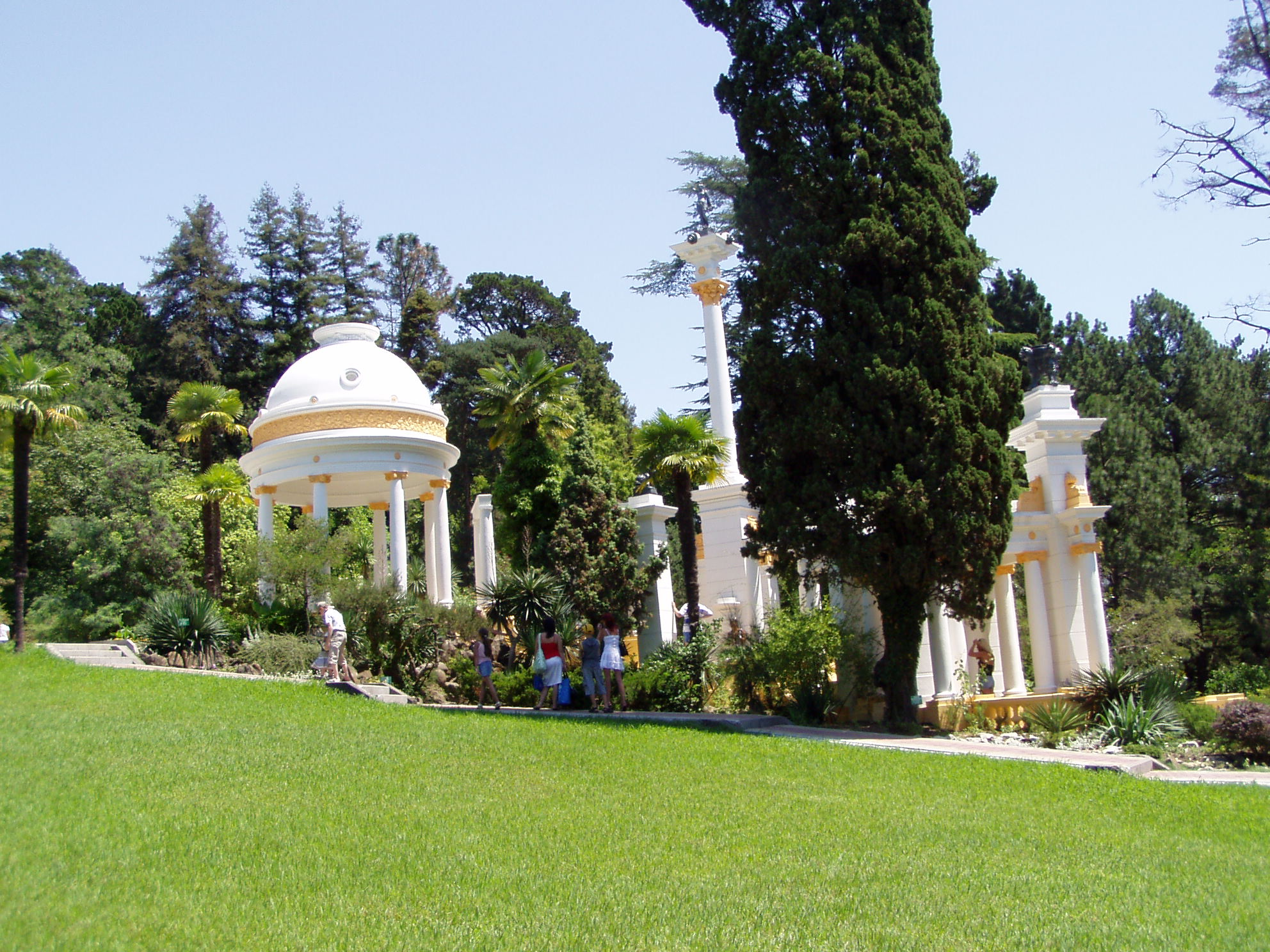
Gazebo en el Dendrarium de Sochi.

## Colecciones
El parque de Dendrarium tiene actualmente más de 1.630 especies de árboles y de plantas, la mayoría de ellas procedentes de zonas subtropicales de todo el mundo. El Dendrarium debido a su microclima subtropical, es el único lugar en Rusia en donde muchas de estas especies pueden ser encontradas, cultivadas al aire libre.
Entre sus colecciones destacan:
- El género Pinus con 76 accesiones.
- Quercus con 80 accesiones.
- Cupressus
- La familia Arecaceae con 24 accesiones.

Además de numerosas plantas de clima templados y subtropicales procedentes del Cáucaso, Japón, China, Australia, la cuenca del Mediterráneo, Norteamérica, y Suramérica.
El parque alberga también a una gran variedad de animales pequeños tales como ardillas, avestruces, aves acuáticas y faisanes. Hay un acuario pequeño de hábitat marino así como una serie de jaulas al aire libre con diferentes aves.

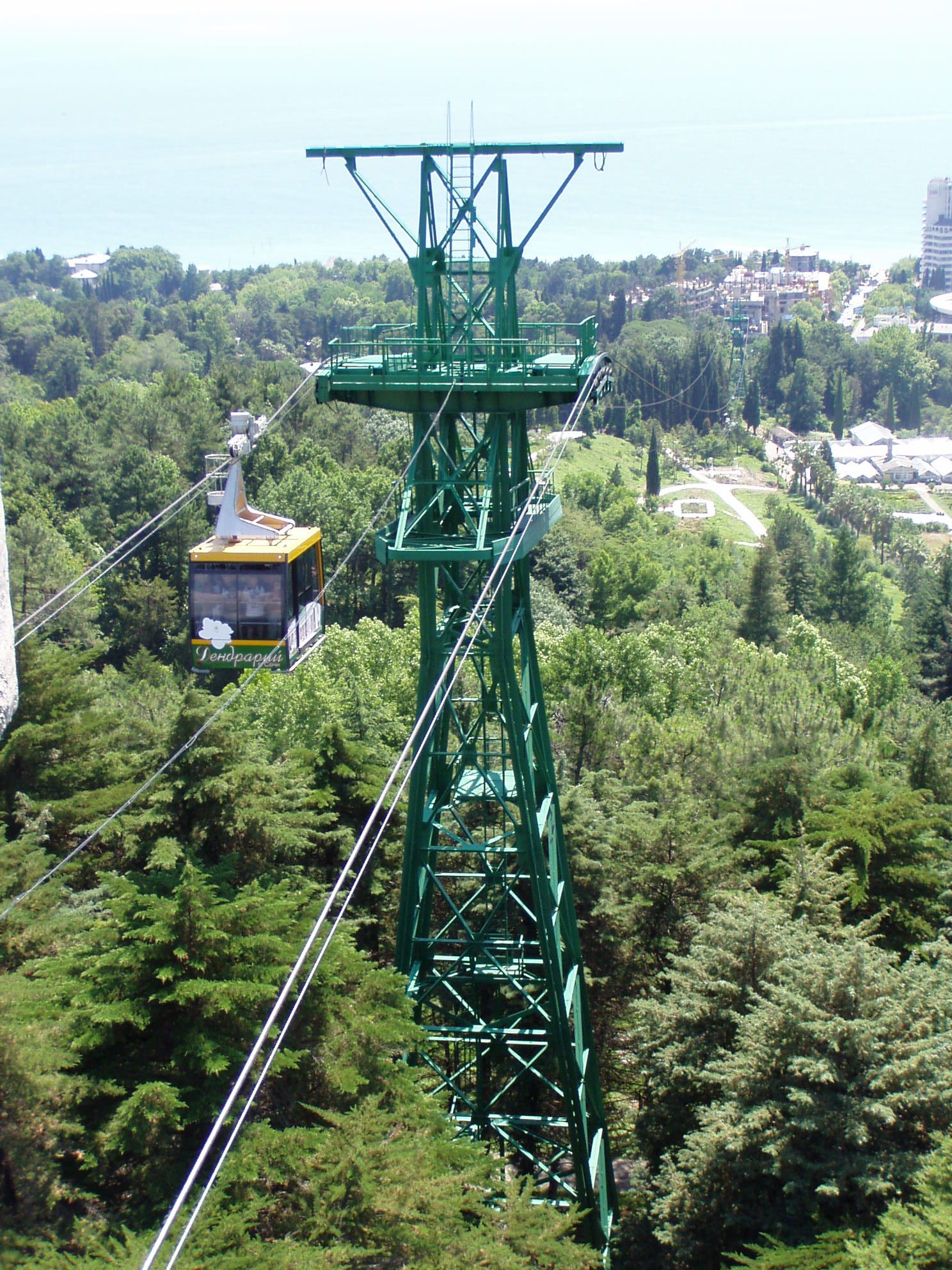
Funicular dentro del Dendrarium de Sochi.
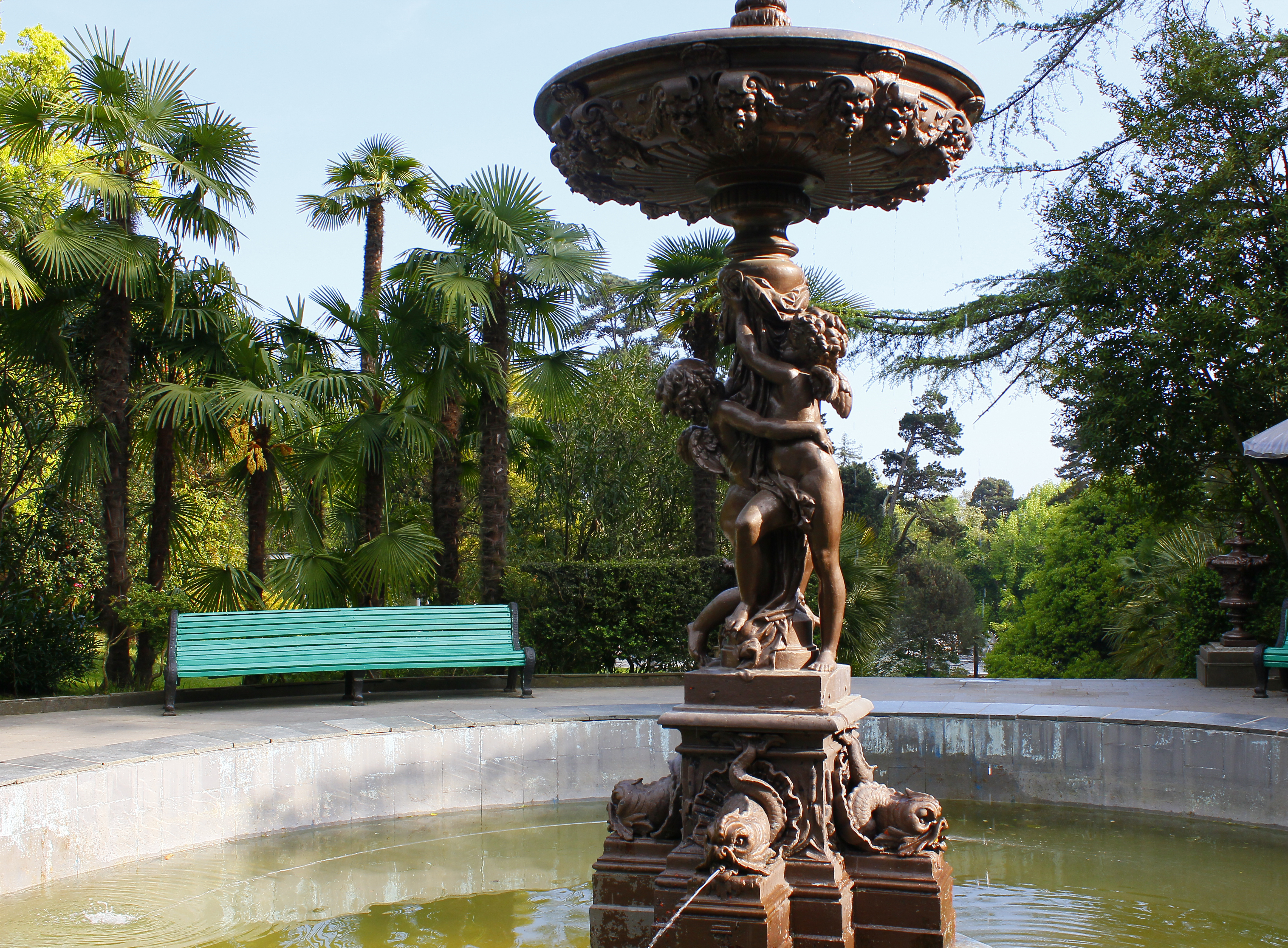
Fuente en el Dendrarium de Sochi.
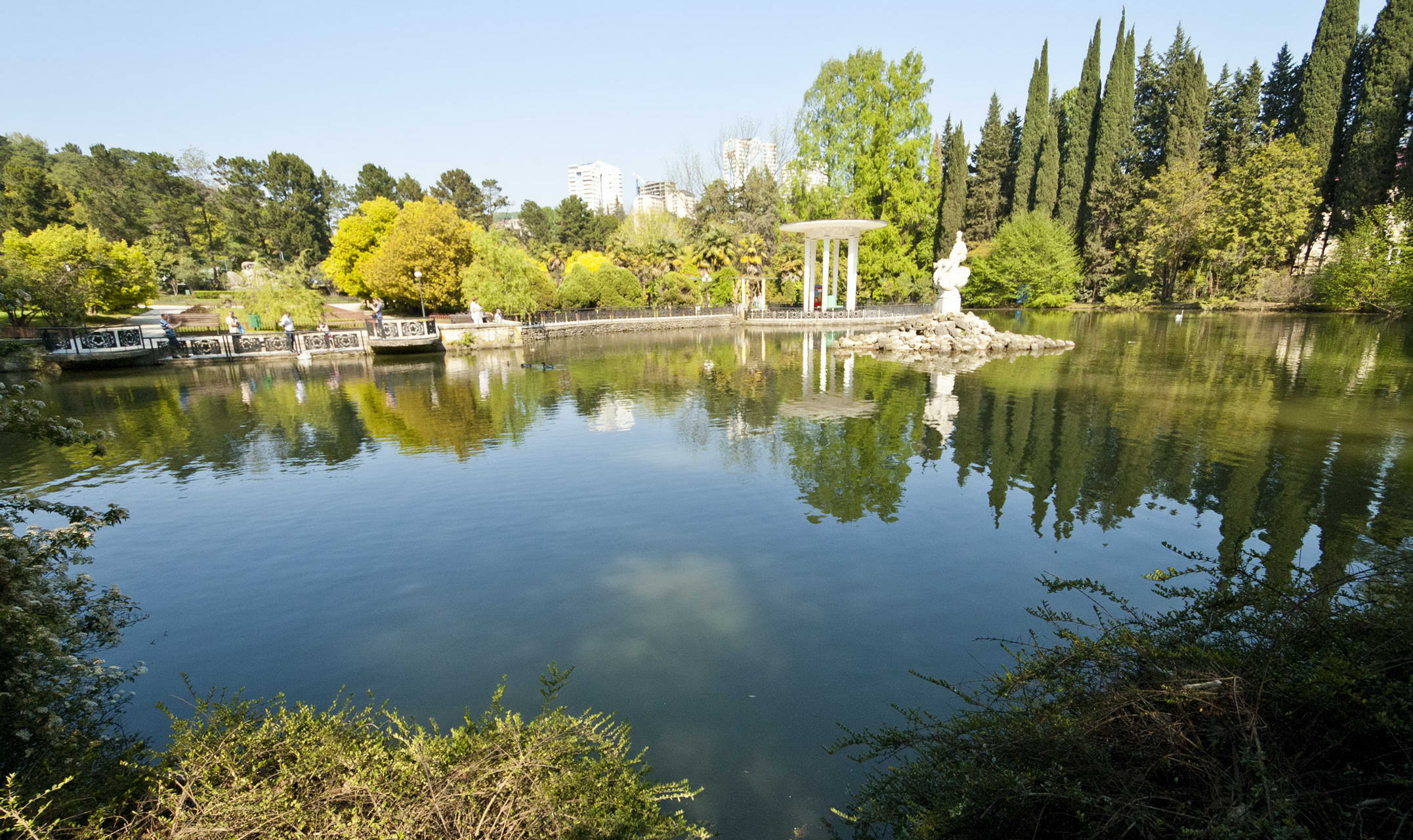
Lago en el Dendrarium de Sochi.
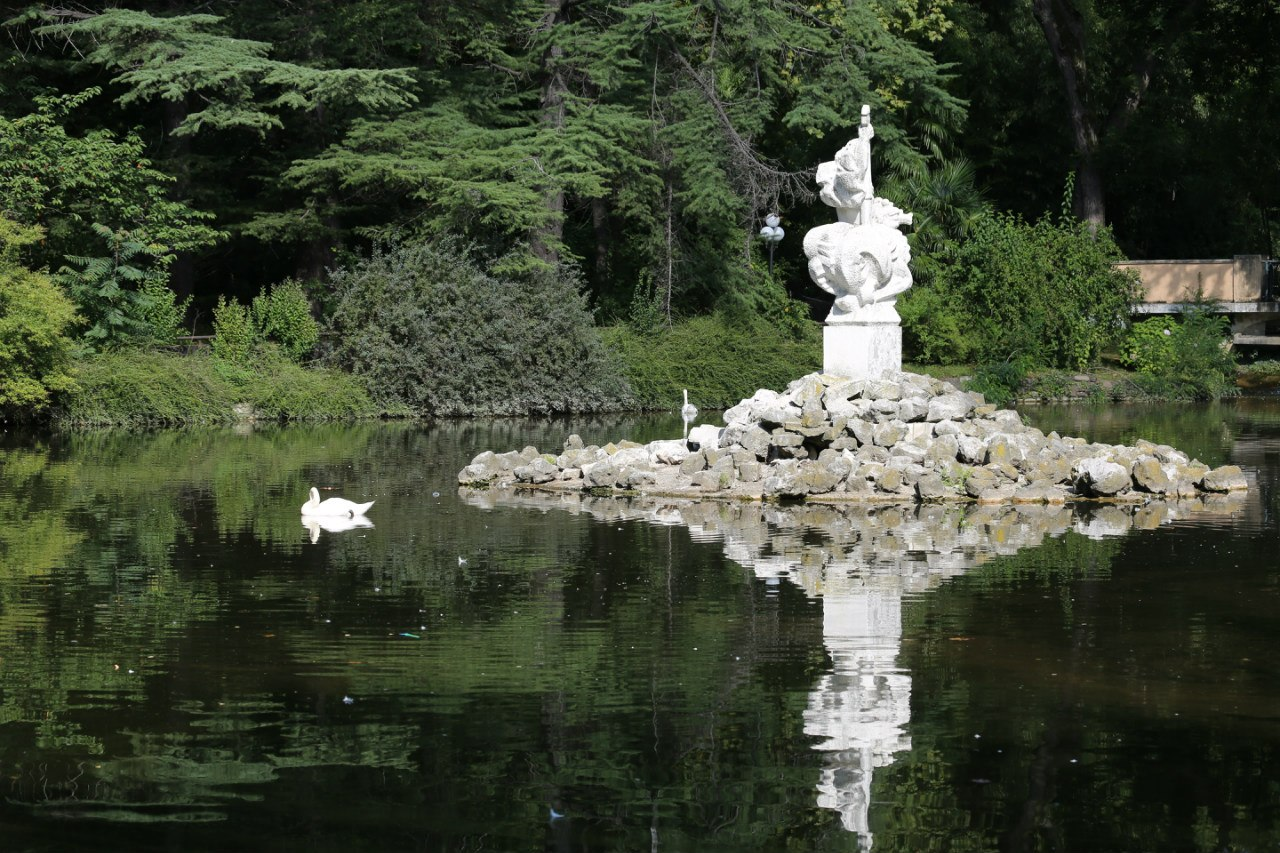
Escultura en el Dendrarium de Sochi.